# Clematis leptophylla
Clematis leptophylla là một loài thực vật có hoa trong họ Mao lương. Loài này được (F.Muell.) H.Eichler mô tả khoa học đầu tiên năm 2007.